# Obertrebra
Obertrebra é um município da Alemanha, situado no distrito de Weimarer Land, no estado da Turíngia. Tem 3,23 km² de área, e sua população em 2019 foi estimada em 258 habitantes.